# Ilse Pausin
Ilse Pausin (n. 7 februarie 1919, Viena, Republica Austriacă – d. 6 august 1999) a fost o patinatoare artistică ce a reprezentat Austria, medaliată olimpică. A participat la o ediție a Jocurilor Olimpice (1936) în care a câștigat o medalie de argint.

## Participări
Lista de mai jos prezintă principalele competiții la care a participat Ilse Pausin de-a lungul carierei.
- figure skating at the 1936 Winter Olympics – pairs[*]